# Hassane Gassama
Pour les articles homonymes, voir Gassama.
Hassane Gassama, né le 29 décembre 1993 à Paris 19e, est un acteur français d'origines sénégalaise et guinéenne.

## Biographie
Hassane Gassama naît à Paris dans une famille de huit enfants, son père est d’origines sénégalaise et guinéenne, sa mère sénégalaise. Il grandit dans le 19e arrondissement et suit une scolarité normale qui le mène jusqu’au bac vente prospection négociation et suivi de clientèle qu’il obtient avec mention.
À seize ans, il découvre les plateaux de tournage alors qu’il accompagne un ami de collège au casting du téléfilm Fracture, réalisé par Alain Tasma pour France 2. Il est finalement choisi pour tenir un petit rôle d’élève auprès du jeune Samy Seghir. Tout en poursuivant ses études de vente. Il enchaîne avec le film Un p'tit gars de Ménilmontant d'Alain Minier, il y joue un second rôle aux côtés d'Olivier Marchal et Smaïn.
Il tourne dans des courts-métrages où il joue parfois des rôles de premier plan, comme dans Schisme de Yanis Hamnane et Talion de Mehdi Hamnane.
En 2014, il est un des acteurs principaux, avec Amir Ben Abdelmoumen, Antoine Gautron, Mehdi Nebbou, dans Hasta mañana, une comédie dramatique de Sébastien Maggiani et Olivier Vidal sélectionnée dans de nombreux festivals internationaux.

## Filmographie

### Cinéma

#### Longs métrages
- 2013 : Un p'tit gars de Ménilmontant d'Alain Minier : Mo
- 2013 : 419 d'Eric Bartonio (d'après le roman éponyme de Loulou Dédola)
- 2014 : Hasta mañana de Sébastien Maggiani et Olivier Vidal : Mehdi

#### Courts métrages
- 2013 : Récidive de Hayatt Carrier
- 2013 : Schisme[3] de Yanis Hamnane : Junior
- 2015 : Talion de Mehdi Hamnane : Ousmane
- 2015 : D’après une histoire vraie de Cédric Prévost

### Télévision
- 2010 : Fracture d'Alain Tasma : un élève